# Гарсія III (король Наварри)
Гарсі́я III (ісп. García III, між 1010 та 1020 — 1 вересня 1054) — король Наварри (1035—1054). Відомий як Гарсія Санчес III або Гарсія V.

## Біографія
Походив з династії Хіменес. Син Санчо III, короля Наварри, та Муньї Майор Кастильської. Про освіту та молоді роки Гарсії немає достеменних відомостей. Насамперед різняться відомості щодо дати народження, вважаються декілька: 1010, 1012, 1016, 1020 рік.
Під час поділу держави Санчо III у 1035 році Гарсія отримав Наварру і зверхність над іншими братами. Він допоміг брату Фердинанду в 1037 році перемогти Бермудо III, короля Леону, у битві при Пісуерзі і захопити трон Леону. В нагороду Гарсія III отримав решту Басконії до Сантандерської затоки. У 1038 році одружився з представницею роду де Фуа.
Скориставшись ослабленням влади арабів, Гарсія III вдало воював проти мусульманських тайф, і в 1045 році завоював Калахорру. Втім, згодом король Наварри посварився з братами. У 1043 році він у битві при Тафалья завдав поразки Раміро I, королю Арагону, що мав намір захопити Наварру. 1052 року заснував монастир Санта-Марія-де-Нахера, за що дістав своє прізвисько.
Потім розпочав війну проти Леона і Кастилії, але в битві при Атапуерці 15 вересня 1054 року зазнав поразки і загинув.

## Родина
Дружина — Естефанія, донька Бернара-Рожера, графа де Фуа іБіггор.
Діти:
- Санчо (1039—1076), король у 1054—1076 роках
- Фердинанд (д/н—1068), сеньйор Бусести, Хубери, Лагунільї і Опрели
- Рамиро (д/н—1083), сеньйор Калахорри
- Рамон (д/н—1079), сеньйор Мурільо і Камерос
- Ермесінда (д/н—1110), дружина Фортуна Санчеса, сеньйора Ярнеса
- Майор (д/н—1115), дружина Гая II де Масон
- Уррака (д/н—1108), дружина графа Гарсії Ордоньєса
- Химена (д/н—1085), сеньйора Коркето, Дароки

Бастарди:
- Санчо (бл. 1038—1083), сеньйор Ункастильо
- Менкія (д/н—1106), дружина Фортуна Очоїса, сеньйора Нальди, Леса